# Bart Lenders
Bart Lenders (Neerpelt, 29 juli 1977) is een Belgisch voormalig handballer. Gedurende zijn spelerscarrière kwam hij uit voor onder andere Sporting Neerpelt en Achilles Bocholt. Na zijn spelerscarrière was hij coach van Achilles Bocholt.

## Biografie
Bart Lenders begon met handbal bij Sporting Neerpelt in België. Op 19-jarige leeftijd speelde hij zijn eerste Europese wedstrijd tegen de Zwitserse TSV St. Otmar St. Gallen die Sporting Neerpelt verloor. Bart maakte al vroeg bekendheid in het Belgische handbal, mede doordat hij op 25-jarige leeftijd werd uitgeroepen tot beste handbalspeler van het jaar door de Koninklijke Belgische Handbalbond, later werd hij opnieuw benoemd in 2009, 2010 en 2013 met deze keer zijn club Achilles Bocholt.